# 和平建設
和平建設（英語：Peacebuilding）是一項旨在以非暴力方式解決不正義（英語：Injustice）現象，並改變產生致命或破壞性衝突的文化和結構條件的活動。它圍繞著跨越族群、宗教、階級、國族、種族等界限，發展建設性的個人、團體和政治關係。過程包括預防暴力；衝突管理、解決或轉變；以及任何特定暴力事件之前、期間和之後的衝突後和解或創傷癒合。
因此，和平建設是一種跨領域、跨部門的技術或方法，當它長期發揮作用，並在社會各個層面建立和維持當地和全球人群之間的關係，從而產生可持續的和平時，它就具有戰略意義。
和平建設所包含的方法根據情況和和平建設的主體而有所不同。成功的和平建設活動創造一個有利於自我維持、持久和平的環境；調和反對者；防止衝突重新啟動；整合公民社會；建立法治機制；並解決根本的結構性和社會問題。實證研究指出，穩固的和平建設，必須是基於當地的原有脈絡發展而成，而非外界所強加；一旦和平建設是出於當地自主產生的有關概念，有關事務將更有效的運作。

## 參看
- 宗教與和平
- 和平學
- 民族建構
- 國家建構